# Regelungsdichte
Als Regelungsdichte bezeichnet man den Grad, wie eingehend ein Sachverhalt einer gesetzlichen Regelung bedarf, insbesondere beim Erlass von Rechtsverordnungen und Satzungen.
Das Bundesverfassungsgericht hat die Anforderungen an die gesetzliche Regelungsdichte aus der Wesentlichkeitstheorie hergeleitet und formuliert in ständiger Rechtsprechung, die Regelungsdichte sei umso höher, je intensiver mit einer Bestimmung in die Grundrechte des Betroffenen eingegriffen werde. Das gilt sowohl für die Verordnungs- bzw. Satzungsermächtigung als auch für die Verordnung bzw. Satzung selbst.
Dem entspricht umgekehrt das Gebot hinreichender Kontrolldichte durch die Gerichte; auch diese muss der Intensität des Grundrechtseingriffs, das durch die gesetzliche Bestimmung bewirkt wird, entsprechen (Art. 19 IV GG).
Das rechtsstaatliche Gebot hinreichender Regelungsdichte steht beim Erlass autonomer Satzungen im Konflikt mit dem Zweck der Delegation der Rechtsetzungsbefugnis an die betreffende Körperschaft oder Anstalt, der darin besteht, gerade deren Sachverstand für die Rechtsetzung in eigenen Angelegenheiten zu aktivieren, wozu sie eines gewissen Freiraums bedarf.